# Golpe Nojeh
Golpe Nojeh (em persa: کودتای نوژه Kūdetā-ye Nōžeh) foi um plano para derrubar a recém-criada República Islâmica do Irã e o  governo de Abolhassan Banisadr e Ayatollah Khomeini. O plano envolveu oficiais e soldados da infantaria, força aérea, exército e o serviço secreto, e foi amplamente interrompido pela prisão de centenas de oficiais , nos dias 9-10 de julho de 1980 na Base Aérea Nojeh, nas proximidades de Hamadã,  embora danos substanciais da sabotagem já haviam sido realizados, com apenas 28 tanques (de 159) operando na linha de frente na província do Khuzistão. O plano foi organizado pelo coronel Muhammad Baqir Bani-Amiri, um oficial reformado da Gendarmaria, com o último primeiro-ministro do Xá, Shahpour Bakhtiar, contribuindo com apoio financeiro e disponibilizando seus contatos e autoridade.  A articulação de Bakhtiar com os conspiradores no Irã era o empresário Manucher Ghorbanifar, que chefiou o ramo logístico da rede Niqab, que organizava a parte civil da conspiração. 
De acordo com o então presidente Abolhassan Banisadr, o governo descobriu oito grandes células e expôs o plano dos conspiradores, levando às prisões: "o plano deveria dar a aparência de um golpe de Estado para restaurar o xá, enquanto o verdadeiro objetivo era fornecer um pretexto para cobrir a invasão iraquiana. Segundo as informações que recebemos, os conspiradores haviam montado um acampamento militar na [cidade iraquiana de] Sulimanieh e planejavam inflamar uma revolta curda e organizar manifestações em todo o Irã. Sua estratégia era simples: desordens internas seriam primeiro dispersas pelas forças militares iranianas, de modo que no primeiro dia do ataque iraquiano Saddam poderia ocupar toda a parte ocidental do país". 
Khomeini ordenou que os presos por envolvimento no golpe fossem executados, mas Banisadr usou artifícios legais para adiar as execuções, e quando o Iraque invadiu, a maior parte seria libertada com a promessa de um retorno ao serviço ativo.  144 participantes seriam, entretanto executados, e nos meses seguintes 2.000-4.000 militares demitidos.  Houve uma tentativa de assassinato contra Shapour Bakhtiar em Paris em 18 de julho,  e em 22 de julho Ali Tabatabaei, o antigo adido da imprensa iraniana nos Estados Unidos, foi assassinado em Bethesda, Maryland. 